# Кессонс, Шейла
Шейла Кессонс, также Шила Кессонс (африк. Sheila Cussons, 9 августа 1922, около Пикетберга, Капская провинция — 25 ноября 2004, Кейптаун) — южноафриканская поэтесса, переводчик, художник. Писала на африкаанс.

## Биография
Окончила университет в Питермарицбурге, где её наставником был Дирк Опперман. Выйдя замуж, переехала в Амстердам. Со вторым мужем переселилась в Барселону, где приняла католичество. Прожила в Барселоне свыше 20 лет, после чего вернулась на родину. Поселилась в Кейптауне, где провела 25 лет жизни.
Последние 10 лет жила в католической миссии в пригороде Кейптауна, там и скончалась. В последний год, когда она очень ослабела, рядом с ней были попеременно два её сына.

## Творчество
Один из наиболее глубоких и значительных поэтов ЮАР, писавших на языке африкаанс. Автор религиозных и светских стихотворений. Переводила на африкаанс произведения Борхеса и других испаноязычных поэтов.

## Книги стихотворений
- Plektrum/ Плектр (1970)
- Die swart kombuis/ Чёрная кухня (1978)
- Verf en vlam/ Холст и пламя (1978)
- Donderdag of Woensdag/ То ли четверг, то ли среда (1978)
- Die skitterende wond/ Сверкающая рана (1979)
- Die sagte sprong/ Нежный коготь (1979)
- Die somerjood/ Летняя уловка (1980)
- Die woedende brood/ Разбухший каравай (1981)
- Omtoorvuur/ Преображающий огонь (1982)
- Verwikkelde lyn/ Запутанная линия (1983)
- Membraan/ Мембрана (1984)
- Poems: a selection/ Избранные стихотворения (1985, перевод на английский автора)
- Die heilige modder/ Священная грязь (1988)
- Die knetterende woord/ Звучащее слово (1990)
- 'n Engel deur my kop/ Ангел в уме (1997, избранные религиозные стихи)
- Die asem wat ekstase is/ Дыхание, уводящее за пределы (2000, избранные светские стихотворения)
- Versamelde gedigte/ Полное собрание стихотворений (2006)

## Признание
Крупнейшие национальные премии Эжена Маре, Ингрид Йонкер, Херцога и др. В 2002 в университете Стелленбоса прошла ретроспектива её живописи.